# 巴尔纳斯
巴尔纳斯（法語：Barnas，法語發音：[baʁnas]）是法国阿尔代什省的一个市镇，属于拉让蒂耶尔区。

## 地理
巴尔纳斯（44°40'5"N, 4°10'11"E）面积26.51 平方千米，位于法国奥弗涅-罗讷-阿尔卑斯大区阿尔代什省，该省份为法国东南部内陆省份，北起顺时针与卢瓦尔省、伊泽尔省、德龙省、沃克吕兹省、加尔省、洛泽尔省和上盧瓦爾省接壤。
与巴尔纳斯接壤的市镇（或旧市镇、城区）包括：迈尔、马藏拉拜、蒙珀扎苏博宗、勒鲁、拉苏什、蒂埃。
巴尔纳斯的时区为UTC+01:00、UTC+02:00（夏令时）。

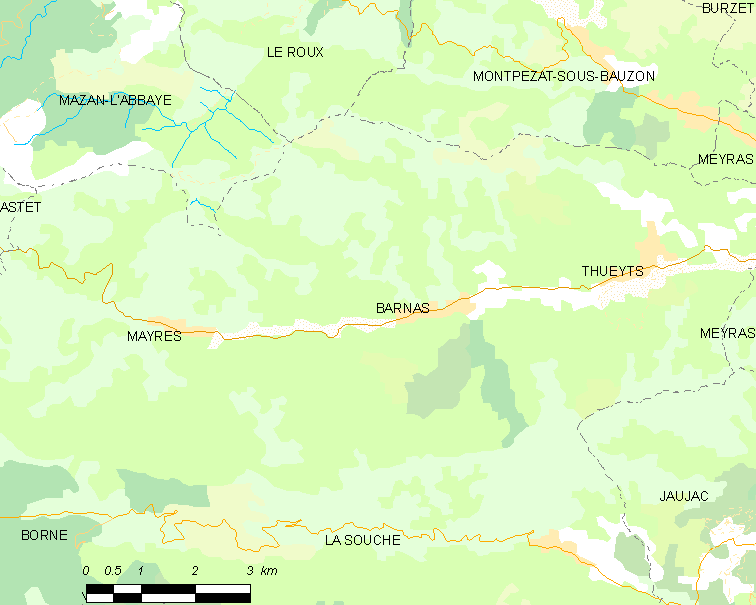
巴尔纳斯的OSM定位图

## 行政
巴尔纳斯的邮政编码为07330，INSEE市镇编码为07025。

## 政治
巴尔纳斯所属的省级选区为上阿尔代什县。

## 人口

1962-2008年间巴尔纳斯人口变化图示

巴尔纳斯于2022年1月1日时的人口数量为207人。